# Festung Modlin
Koordinaten: 52° 26′ 18″ N, 20° 40′ 55″ O

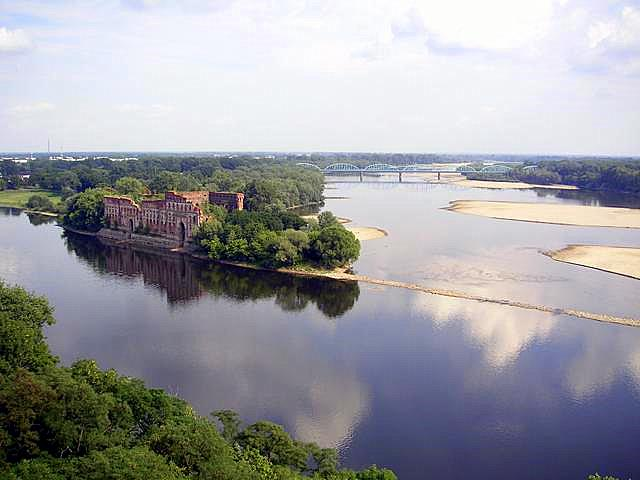
Ruine eines Speichergebäudes der Festung Modlin am Fluss Narew

Die Festung Modlin, im deutschen Sprachraum auch Festung Nowogeorgiewsk (russisch Новогеоргиевская крепость, polnisch Twierdza Modlin), ist eine bedeutende Festung am Zusammenfluss von Narew und Weichsel etwa 40 km nordwestlich von Warschau. Modlin und die Festung sind heute Teil von Nowy Dwór Mazowiecki.

## Geschichte

Lageplan der einzelnen Forts der Festung Modlin

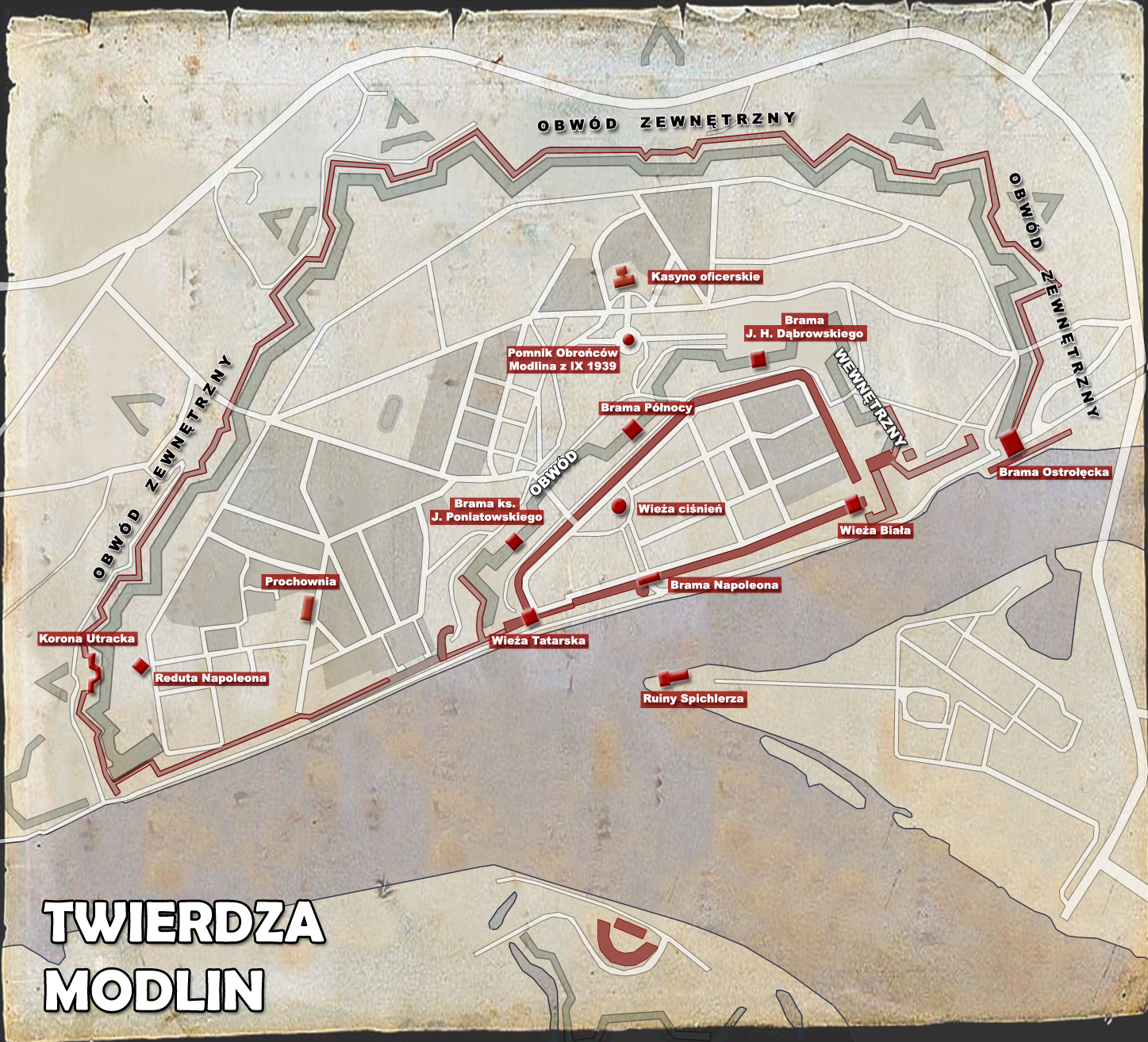
Lageplan der Zitadelle der Festung Modlin

Im Jahr 1656 wurde die Bugskansen als Schanze unter König Karl X. Gustav angelegt. Napoleon I. erweiterte 1807 die Wälle und begann den Bau der eigentlichen Festung.
1813 war diese noch nicht fertig, als die Russen die Festung einschlossen und den französischen General Daendels am 1. Dezember 1813 zur Kapitulation zwangen. Kaiser Alexander I. setzte die Festungsarbeiten fort, bis die Polen während des Novemberaufstandes 1830 sich der Festung bemächtigten. Von General Golowin blockiert, ergab sich der polnische Kommandant Ignacy Graf Ledóchowski am 7. Oktober 1831 bedingungslos. Danach ließ Kaiser Nikolaus I. die Festung durch den General Dehn vollständig umbauen.
Die Festung bestand aus für die Garnison bestimmten Gebäuden, umringt von gewaltigen, bis 40 Meter hohen Wällen, die ihrerseits von einer langen Reihe von Außenwerken umgeben waren. Die Festung Modlin bildete zusammen mit der Festung Warschau und der Festung Zegrze das „Polnische Festungsdreieck“, welches mit den Festungen in Iwangorod und Brest-Litowsk als „großes“ oder „polnisch-russisches Festungsdreieck“ bezeichnet wurde. Die Festungen in Warschau, Modlin, Iwangorod und Brest waren zu ihrer Zeit auch als „polnisch-russisches Festungsviereck“ bekannt.

## Erster Weltkrieg
Während des Ersten Weltkrieges wurde Nowogeorgiewsk vom 4. bis zum 20. August 1915 von deutschen Truppen unter Generalleutnant Hans von Beseler belagert und eingenommen (→ Belagerung von Nowogeorgiewsk). Dabei gerieten etwa 90.000 russische Soldaten in Gefangenschaft.

## Zweiter Weltkrieg

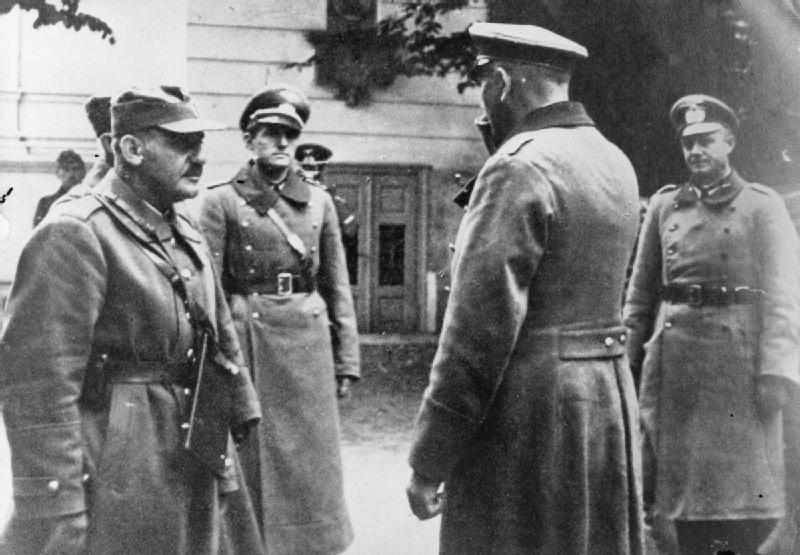
Der polnische General Leopold Cehak bei der Übergabe der Festung Modlin an Adolf Strauß am 29. September 1939

Die Schlacht um Modlin im Zweiten Weltkrieg begann am 13. September 1939 und endete am 29. September 1939 mit der Kapitulation der 30.000 verbliebenen polnischen Verteidiger unter dem Kommando von General Wiktor Thommée. An den Angriffen war auch die Leibstandarte SS Adolf Hitler beteiligt.

### Kriegsverbrechen
Im Verlauf der Kampfhandlungen um Modlin kam es zum ersten dokumentierten Kriegsverbrechen des Zweiten Weltkriegs: Zu diesem Zeitpunkt war Kurt Meyer, Kommandeur der 14. Panzerabwehrkompanie, dessen Einheit ebenfalls der Leibstandarte-SS Adolf Hitler unterstand, in schwere Kämpfe im Raum Modlin verwickelt. Kurt Meyer wurde in einem alliierten Untersuchungsbericht vorgeworfen, bei Modlin 50 Juden zusammengetrieben und erschossen zu haben. Meyer wurde 1945 wegen anderer Kriegsverbrechen von den Kanadiern zum Tode verurteilt, später begnadigt und 1954 aus der Haft entlassen.